# Stade de baseball des citoyens de Daegu
Le stade de baseball des citoyens de Daegu (Hangeul : 대구시민운동장 야구장) est un stade de baseball situé à Daegu en Corée du Sud.
C'est le domicile des Samsung Lions de l'Organisation coréenne de baseball. Le stade a une capacité de 13 941 places.

## Dimensions
- Champ gauche (Left Field) : 99 mètres
- Champ centre (Center Field) : 120 mètres
- Champ droit (Right Field) : 99 mètres